# Nikolai Pawlowitsch Bauer
Nikolai (Nikolaus) Pawlowitsch Bauer (russisch Николай Павлович Бауер; * 4. November 1888 in St. Petersburg; † 18. September 1942 ebenda) war ein Numismatiker in der Sowjetunion.

## Leben
Nikolai (Nikolaus) Pawlowitsch Bauer wurde am 4. September 1888 als Sohn eines Gutsverwalters in St. Petersburg geboren und gehörte zur deutschsprachigen Minderheit in Russland. Seine früheste Jugend verbrachte er jedoch in Moskau, bis die Familie wieder nach Petersburg übersiedelte. Nach Besuch der dortigen Annenschule studierte Bauer 1906 bis 1910 an der Universität St. Petersburg   Geschichte. 1913 legte er das Magisterexamen ab und hielt 1917 an der Fakultät eine Probevorlesung zur Erlangung der venia legendi. 1910/11 unterrichtete er am deutschsprachigen Lehrerseminar in Mitau (heute Jelgava, Lettland) Geschichte, war dann 1911/12 Vikariatslehrer an der Petrischule St. Petersburg und 1912 bis 1918 Oberlehrer an der Annenschule. Gleichzeitig hatte er die Stelle eines Inventarisators an Münzkabinett der Eremitage inne, bis er 1918 dort eine Assistenzstelle erhielt und 1919 Kustosgehilfe wurde.
Nachdem er seit 1914 Anteil an der Arbeit des 15. Stadtkuratoriums von Petrograd für die Versorgung der Familien einberufener Soldaten genommen hatte, kandidierte er nach der Februarrevolution 1917 für die bürgerlich-liberale Konstitutionell-Demokratische Partei, wurde aber nicht gewählt. Im Januar 1918 sprach er sich für die Beteiligung des Lehrpersonals der Annenschule an einem Streik gegen die neue Sowjetführung aus und verbrachte im Herbst 1918 18 Tage im Gefängnis. 1919 schlug er sich auf die Seite der Weißgardisten und blieb bis 1920 in Charkiw, wo er nach Abzug der Weißen im Museum tätig war. 1920 kehrte er nach Leningrad zurück und arbeitete in der Eremitage, ab 1930 als Kustos, 1935 als Direktor der Münzkabinetts, 1938 als Professor.
1920 bis 1927 war er parallel zur Arbeit an der Eremitage Professor und Dozent für Numismatik erst am Petrograder Archäologischen Institut und dann an der Universität Leningrad. Ferner war er 1920 bis 1929 wissenschaftlicher Mitarbeiter an der Akademie für materielle Kultur.
1931 bis 1941 gab er auch an verschiedenen Hochschulen und privat Kurse in deutscher Sprache.
1938 wurde er aus der Eremitage entlassen und war bis Dezember 1939 arbeitslos, wurde dann stellvertretender älterer wissenschaftlicher Mitarbeiter (ohne wissenschaftlichen Grad) am Institut für materielle Kultur der Akademie der Wissenschaften. Am 10. Juli 1942, während der Leningrader Blockade, wurde Bauer verhaftet, vom NKWD der antisowjetischen Gesinnung und der defätistischen Stimmungsmache angeklagt und am 18. September 1942 erschossen.
Zwischen 1919 und 1940 verfasste er eine Vielzahl numismatischer Publikationen mit Schwerpunkt auf dem frühen Mittelalter, teils in deutscher, teils in russischer Sprache. Bauer verfasste die erste, bis heute noch unüberholte Übersicht der Funde westeuropäischer Münzen des 10.–12. Jahrhunderts aus dem Gebiet des alten Russlands. Er war auch am 1930 von Friedrich von Schrötter herausgegebenen Wörterbuch der Münzkunde beteiligt, wo er die mit B. gezeichneten Lexikonartikel verfasste. 1941 reichte er die erst 2014 gedruckte Dissertation über das Geldsystem des mittelalterlichen Russlands (9. Jahrhundert – 1535) ein, zu deren Disputation es nicht mehr kam. Die gedruckte Ausgabe enthält ein Vorwort über Nikolai Bauers Leben und Wirken, geschrieben von seinem Enkel Sergei Olegowitsch Androssow, der die Abteilung westeuropäische Kunst der Eremitage leitet.

## Publikationen (Auswahl)
- Die russischen Funde abendländischer Münzen des 11. und 12. Jahrhunderts. In: Zeitschrift für Numismatik. Band 39, 1929, S. 1–187.
- Die Silber-Goldbarren des russischen Mittelalters. Eine archäologische Studie. In: Numismatische Zeitschrift. Band 62, 1929, ISSN 0250-7838, S. 77–120.
- История древнерусских денежных систем IX в. – 1535 г. Русское слово, Москва 2014, ISBN 978-5-00092-001-5 (Geschichte der alten russischen Währungssysteme des 9. Jahrhunderts – 1535.).